# ダケカンバ
ダケカンバ（岳樺、学名: Betula ermanii）は、カバノキ科カバノキ属の落葉広葉樹である。

## 名称
和名のダケカンバは、漢字で「岳樺」と書き、シラカンバよりも山岳のずっと高いところに生えることよる。中国名も「岳樺」という。別名は数多く、その一つにソウシカンバがあり、剥がした樹皮に草紙のように文字が書けることに由来する。山岳で樹形が曲がりくねっているのは「踊り樺」などとよぶこともある。その他同種の別名として、エゾノダケカンバ、オオダケカンバ、コバノダケカンバ、キレハダケカンバ、マルミノダケカンバなどがある。

## 分布・生育地
日本、千島列島、サハリン、朝鮮半島、中国東北部、内蒙古、ロシア沿海州、カムチャツカなどに広く分布する。日本では、北海道、本州（奈良県・福井県・岐阜県の中部地方以北）、四国（愛媛県・高知県・徳島県）の亜高山帯に生える。北海道東部太平洋岸の海岸段丘では、夏でも低温で霧がかかる条件下で、ダケカンバ林がよく発達する。
高山や北国の山地など寒冷地に生え、シラカンバよりも更に高い高度に分布する。よく針葉樹林の中に混生するが、亜高山帯の上部、森林限界近くではしばしば純林に近いダケカンバ林となる。また、森林限界を超えても、ハイマツの中に混生している例もある。

## 形態・生態
落葉広葉樹の高木で、普通は樹高10 - 30メートル (m) 、大きいものは30 mにも達する一方、森林限界近辺では低木状となり、横向きに寝る。積雪や風の影響で、ねじ曲がったような樹形のものが多い。樹皮は灰褐色から淡褐色で、表面は白っぽいが紙状に薄く横に剥がれると褐色が濃くなる。若木の樹皮は紫褐色。若い枝は栗褐色で皮目と腺点があり、短枝が出る。老木になると、樹皮は縦に裂ける。
葉は長さ5 - 10センチメートル (cm) のやや長い三角状卵形から広卵形である。葉脈は7 - 12対でシラカンバ（5 - 8対）よりも多い。秋は黄葉し、きれいな黄色に染まる。落ち葉はすぐに褐色になりはじめる。
花期は5 - 6月。雌雄同株。雄花序は長さ5 - 7 cmの動物の尾状に下垂し、黄褐色をしている。雌花序は長さ2 - 3.5 cmの緑色の短円柱形で、直立する。果期は9 - 10月ごろ。果穂は上向きにつき、翌年まで残る。種子には翼があり、風に頼って散布される。
冬芽は、枝や短枝の先端か枝側面に互生し、雄花序を除いて芽鱗に包まれている。雄花序は裸芽で、枝先に2 - 3個つく。冬芽わきにある葉痕は、三角形で維管束痕は3個ある。
シラカンバ（シラカバ、白樺）とよく似ているが、樹皮がシラカンバよりもかなり赤茶色がかっている点、葉にやや光沢がある点（シラカンバの葉には光沢がない）、果穂が上向きにつく点で区別できる。
明るい場所に生え成長が早いこと、森林が何らかの理由で破壊された後に真っ先に生える木であること、などの特徴はシラカンバと共通する。種子についている翼はシラカンバのものよりも小さく、種子の飛距離ではシラカンバには及ばないが、耐陰性ではシラカンバよりも強いため、針葉樹林内でも小さな光があれば生育できる。また、一度根付いた場所では萌芽更新を行って、生存競争で生き延びるようにしている。

## 利用
樹皮は容易に燃え、天然の着火剤としても使われる。
北海道では、道産木材として注目され、特にバットの材料に利用する動きがある。

## 変種
- アツハダカンバ（別名：アツカワダケカンバ、学名: Betula ermanii Cham. f. corticosa (Nakai) Sugim.）[8]
- チャボダケカンバ（別名：サイトウカンバ、学名: Betula ermanii Cham. var. saitoana (Nakai) Hatus.）[9]

## ギャラリー

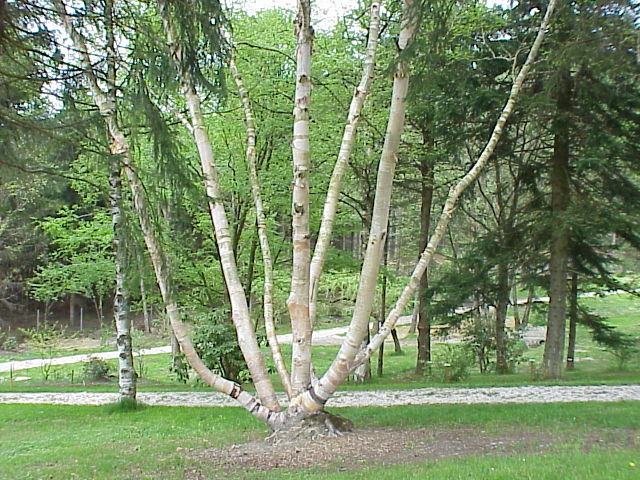
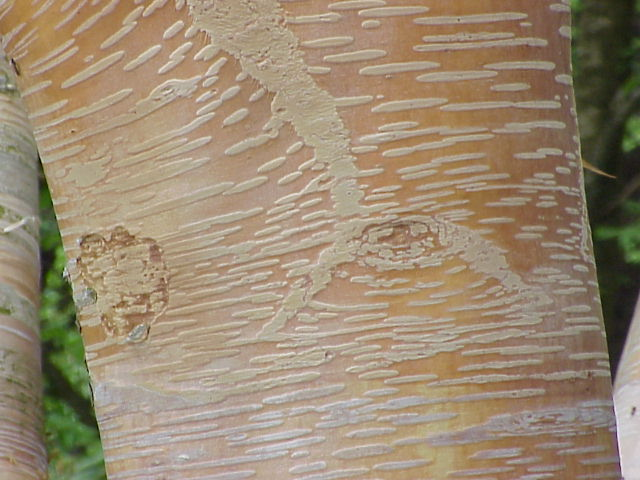
幹
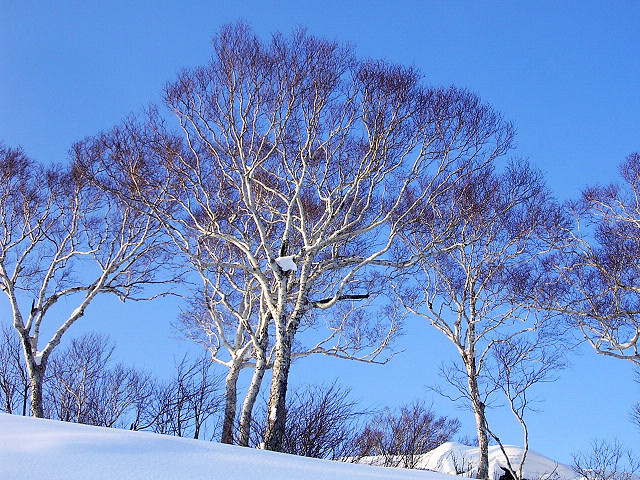
ダケカンバの自然林
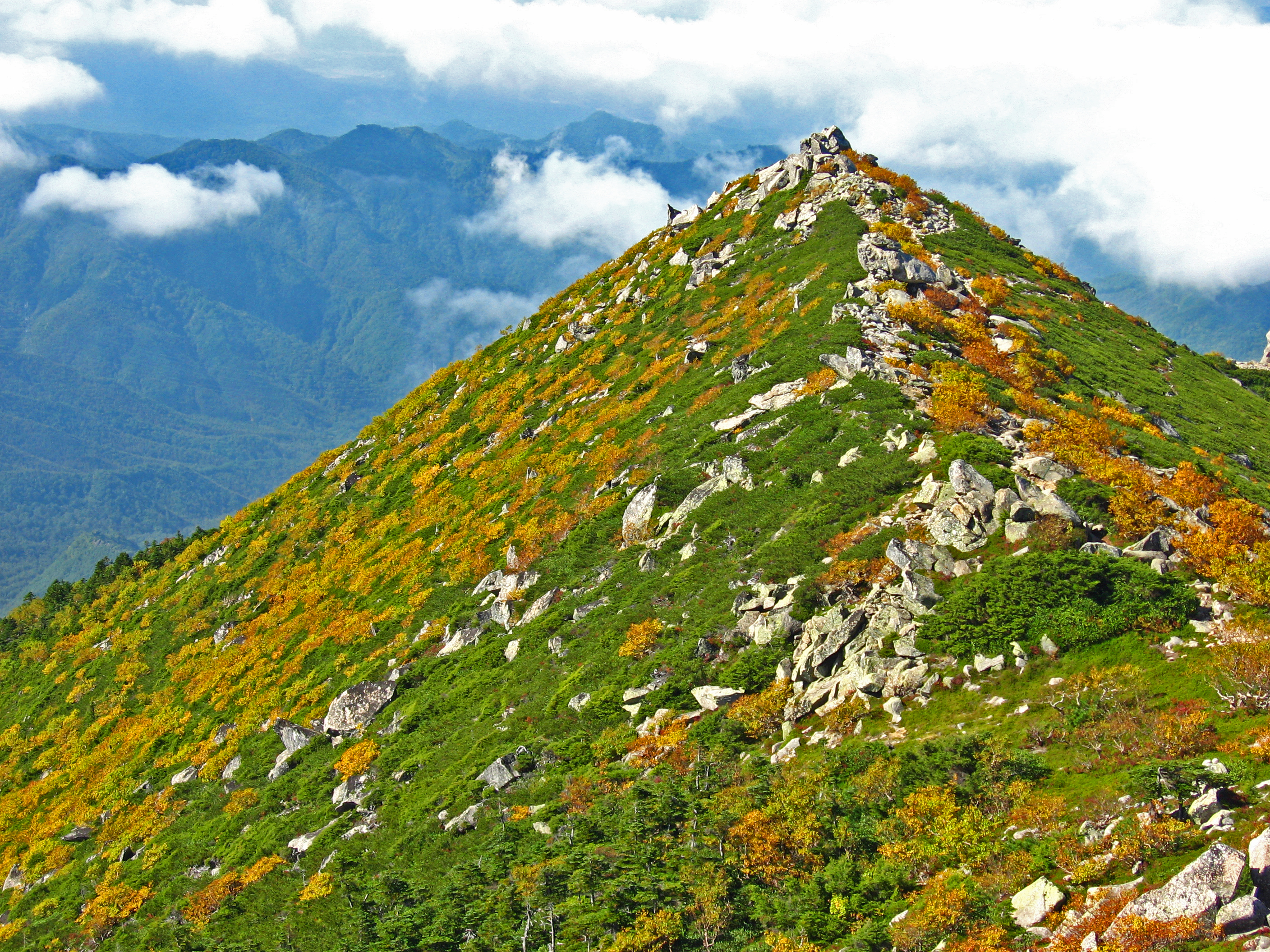
高山帯ダケカンバ林の黄葉
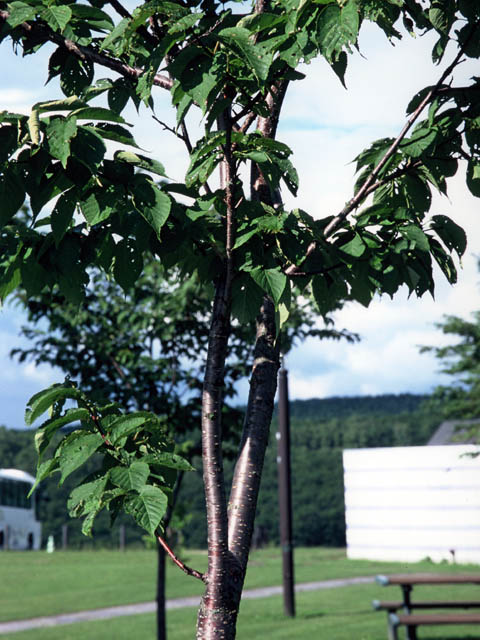
ダケカンバ（2006年7月撮影）